# Puerta de la India (Bombay)
La Puerta de la India es un monumento de la ciudad de Mumbai (antes denominada Bombay) en la India, construido durante el Raj británico. Se encuentra situado en el paseo marítimo en la zona de Apollo Bunder en el puerto de Bombay, frente al Mar Arábigo. La construcción es un arco de basalto, de 26 metros de altura y constituye una de las principales atracciones turísticas de la ciudad.
El monumento fue erigido para celebrar la visita a la India del rey Jorge V del Reino Unido y su esposa la reina María, en 1911, colocándose la primera piedra el 31 de marzo de 1911 y terminándose en 1924. El proyecto de la construcción se debe al arquitecto escocés George Wittet, en un estilo indo-sarraceno. El monumento se convirtió desde su finalización en la puerta de entrada ceremonial a la India para los virreyes y gobernadores de Bombay. En 2008, se produjo un ataque terrorista en el hotel Taj Mahal Palace & Tower, situado en las inmediaciones de la Puerta de la India.

## Historia
La Puerta de la India se construyó para conmemorar la llegada de Jorge V, emperador de la India, y María de Teck, emperatriz consorte, a la India en el Apollo Bunder de Mumbai el 2 de diciembre de 1911, antes del Delhi Durbar de 1911; fue la primera visita de un monarca británico a la India.  Sin embargo, solo pudieron ver un modelo de cartón del monumento,  ya que la construcción no comenzó hasta 1915.
La primera piedra de la Puerta de enlace fue colocada el 31 de marzo de 1913 por el entonces gobernador de Bombay, Sir George Sydenham Clarke, y el diseño final de George Wittet para la Puerta de enlace fue aprobado en agosto de 1914. Antes de la construcción de la Puerta de enlace, Apollo Bunder solía servir a un caladero nativo.  Entre 1915 y 1919, se continuó trabajando en Apollo Bunder para recuperar la tierra en la que se construiría la Puerta de enlace, junto con la construcción de un malecón.  Gammon India había emprendido los trabajos de construcción de la Puerta de enlace.
Sus cimientos se completaron en 1920, mientras que la construcción finalizó en 1924. El Gateway fue abierto al público el 4 de diciembre de 1924 por el entonces virrey, Rufus Isaacs, primer marqués de Reading.  Después de la independencia de la India, las últimas tropas británicas en abandonar la India, el Primer Batallón de la Infantería Ligera de Somerset, pasaron por la Puerta con un saludo de 21 cañonazos, como parte de una ceremonia el 28 de febrero de 1948, que marcó el final del Raj británico.
N. Kamala, profesor de la Universidad Jawaharlal Nehru,  se refiere a la Puerta como una "joya de la corona" y un "símbolo de conquista y colonización".  El monumento conmemora el legado del gobierno colonial británico, a saber, la primera visita de un monarca británico a la India y su uso como punto de entrada para el personal colonial prominente a la India británica.  Hoy en día, la Puerta es sinónimo de la ciudad de Mumbai.  Desde su construcción, la Puerta ha permanecido entre las primeras estructuras visibles para los visitantes que llegan a Bombay por mar.
Desde 2003, la Puerta de la Ciudad Vieja ha sido el lugar donde la comunidad judía local enciende la menorá para las celebraciones de Janucá todos los años.  Este ritual fue iniciado por el rabino Gavriel Noach Holtzberg de la Jabad en Mumbai (ubicada en Nariman House).  También se convirtió en un sitio para oraciones después de los ataques terroristas de Mumbai de 2008 que apuntaron, entre otros, a Nariman House.  El rabino Holtzberg perdió la vida en los ataques terroristas de 2008.